# N. Katravas
N. Katravas (in greco Ν. Κατραβάς?; 1873 – 1947) è stato un nuotatore greco.
Partecipò alle gare di nuoto delle prime Olimpiadi moderne ad Atene, nei  1200m stile libero. Il suo tempo e il suo piazzamento sono sconosciuti, tuttavia è noto che non arrivò tra i primi tre nuotatori.